# I segreti di Midland Heights
I segreti di Midland Heights (Secrets of Midland Heights) è una serie televisiva statunitense di cui solo otto episodi, dei dieci totali, andarono in onda per la prima volta dal dicembre 1980 al gennaio 1981 sulla rete CBS prima di essere cancellata. Dopo la cancellazione molti degli attori vennero inseriti nel cast de Il mistero di Jillian, realizzato dalla stessa casa produttrice, la Lorimar Productions.

## Trama
La serie, rivolta al pubblico dei teenager, è incentrata su triangoli romantici e segreti tra i ragazzi e i rapporti tra i loro genitori nella cittadina universitaria immaginaria del Midwest chiamata Midland Heights. Tra i conflitti le lotte di potere tra la famiglia Millington (i loro antenati avevano fondato Midland Heights) e i Wheelers.

## Personaggi
- Nathan Welsh  (10 episodi, 1980-1981), interpretato da Robert Hogan.
- Micki Carroll  (10 episodi, 1980-1981), interpretata da Melora Hardin.
- Margaret Millington  (10 episodi, 1980-1981), interpretata da Martha Scott.
- Lisa Rogers  (10 episodi, 1980-1981), interpretata da Linda Hamilton.
- Teddy Welsh  (10 episodi, 1980-1981), interpretato da Daniel Zippi.
- Ann Dulles  (10 episodi, 1980-1981), interpretato da Doran Clark.
- Danny Welsh  (10 episodi, 1980-1981), interpretato da Stephen Manley.
- Eric Dexter  (9 episodi, 1980-1981), interpretato da Fred Weiss.
- Serena Costin  (9 episodi, 1980-1981), interpretata da Erica Yohn.
- Sue  (9 episodi, 1980-1981), interpretata da Irene Arranga.
- Lucy Dexter  (9 episodi, 1980-1981), interpretata da Jenny O'Hara.
- Etta Bormann  (9 episodi, 1980-1981), interpretata da Bea Silvern.
- Max Bormann  (9 episodi, 1980-1981), interpretato da Gordon Clark.
- Mark Hudson  (9 episodi, 1980-1981), interpretato da Bill Thornbury.
- John Grey  (4 episodi, 1980-1981), interpretato da Jim Youngs.[2]

## Episodi
| Stagione       | Episodi | Prima TV originale |
| -------------- | ------- | ------------------ |
| Prima stagione | 10      | 1980-1981          |